# Pandia (satélite)
Pandia también conocida como Jupiter LXV, nombre provisional: S/2017 J 4, es un satélite natural exterior de Júpiter, de 3 km de diámetro.

## Descubrimiento
Fue descubierto por Scott S. Sheppard y su equipo en 2017, pero no se anunció hasta el 17 de julio de 2018 a través de una Minor Planet Electronic Circular del Minor Planet Center.
Fue nombrado en 2019 después de Pandia (Πανδία  Pandīa ), la diosa griega de la luna llena, hija de Zeus y Selene. Pandia fue una de las sugerencias más populares en un concurso de nombres organizado por  Carnegie Institute en Twitter, y la presentación más importante provino del club de astronomía de la Escuela Lanivet en Cornwall, Reino Unido, que fue enviado en su nombre por el usuario "@emmabray182". Eligieron a Pandia porque la mascota de su escuela es un panda y su aldea local solía suministrar bambú para un panda en London Zoo.
Pertenece al programa externo grupo de Himalia, cuyos nombres terminan en  a .

## Órbita
Orbita en un semieje mayor de aproximadamente 11.525.000 km con una inclinación de aproximadamente 28,15°.